# Sistema GAL4/UAS
Il sistema GAL4-UAS è un metodo biochimico per studiare l'espressione e la funzione di un gene in organismi come Drosophila melanogaster, sviluppato da Andrea Brand e Norbert Perrimon nel 1993.
Questo sistema è costituito principalmente da due parti: il gene GAL4, codificante per la proteina attivatrice della trascrizione Gal4 in lievito, e l’UAS (Upstream Activation Sequence) una breve sequenza del promotore al quale Gal4 si lega per attivare la trascrizione.

## Panoramica
I genetisti sono stati in grado di creare delle varietà genetiche di Drosophila, chiamate linee GAL4, ciascuna delle quali esprime GAL4 in alcuni tipi di tessuti. Ad esempio, alcune esprimono GAL4 solo nelle cellule muscolari, altre solo nei nervi, altre ancora  solo nelle antenne, e così via. La presenza di GAL4 in alcune cellule non ha praticamente nessun effetto a livello fenotipico, dal momento che Drosophila non presenta regioni UAS alla quali Gal4 potrebbe legarsi. I moscerini quindi si comportano normalmente e possono essere facilmente allevati.
Allo stesso modo, vengono create delle linee reporter, le quali sono  ceppi di moscerini che presentano la regione UAS accanto a un gene desiderato (ad esempio la GFP, o la channelrodopsina). Queste sequenze saranno presenti nelle cellule dei moscerini, ma non porteranno a nessun effetto, dal momento che in queste linee GAL4 non è espresso e quindi la trascrizione del gene di interesse non potrà essere attivata. Così anche in questo caso i moscerini  si comporteranno normalmente e potranno essere facilmente allevati.
A questo punto, se ad esempio si volesse localizzare una certa classe di neuroni nel moscerino sarebbe sufficiente scegliere una linea che esprima GAL4 in quella classe particolare di neuroni ed incrociarla con una linea reporter che esprima GFP.
Nella prole, il sottoinsieme di cellule desiderato produrrà GAL4, e questo si legherà alla regione UAS,  consentendo la produzione di GFP. In questo modo le cellule diventeranno fluorescenti  e potranno essere osservate al microscopio. 
In altri casi la proteina di interesse può essere una tossina che, portando alla morte di un tipo specifico di cellule  permetterà di comprenderne meglio la funzione.